# Југославија на избору за Песму Евровизије 1972.
Југославија се 1972. такмичила на Евровизији у Единбургу, Шкотска, са песмом Терезе Кесовије.

## Југовизија
Jуговизија, одржана 1972. године, путовала је, први пут у својој историји, у Босну и Херцеговину и њен главни град Сарајево. Овогодишња Југословенска пјесма Евровизије одржана је 12. фебруара у сали Спортско културног и пословног центра Скендерија, смјештеном на обали ријеке Миљацке. Публику је кроз такмичење водила популарна сарајевска водитељка Мирјана Јанчић. Такмичило се 12 извођача и песама, а само једна песма и један извођач постали су победници 12. Југовизије и путници на Песму Евровизије у Единбургу у Шкотској.
Као и прошле године, о победницима је одлучивало десет регионалних жирија широм Југославије. Гласови чланова ових жирија открили су да Тереза Кесовија побеђује на Песми Евровизије са песмом Музика и ти, претходно је представљала Монако на Евровизији 1966. године.
| #   | ПЕРФОРМЕР           | ПЕСМА                    |
| 1.  | Данијела Панчетовић | Кај си мајко             |
| 2.  | Јадранка Стојаковић | Тик така така            |
| 3.  | Радојка Шверко      | Бијели сан               |
| 4.  | Зоран Лековић       | Цвијеће љубави           |
| 5.  | Тереза Кесовија     | Музика и ти              |
| 6.  | Цхерри Корбар       | Један дан                |
| 7.  | Драган Антић        | Збогом мама, збогом тата |
| 8.  | Невиа Ригуто        | Грли ме, грли драги      |
| 9.  | Бисера Велетанлић   | Сад одлази               |
| 10. | Далибор Брун        | Љубави, љубави           |
| 11. | Азра Халиловић      | Срећа покрај нас         |
| 12. | Лео Мартин          | Бићу увек сам            |

## Песма Евровизије
Песма Евровизије одржана у Единбургу донела је југословенском представнику девето место од 18 такмичара на табели са укупно 87 бодова.